# Aididae
Aididae este o familie de molii din superfamilia Zygaenoidea.

## Taxonomie
Familie cuprinde următoarele genuri: 
- Aedos	Agassiz
- Aidos	Hübner
- Brachycodilla	Dyar
- Brachycodion	Dyar
- Xenarchus	Herrich-Schäffer